# 西環邨

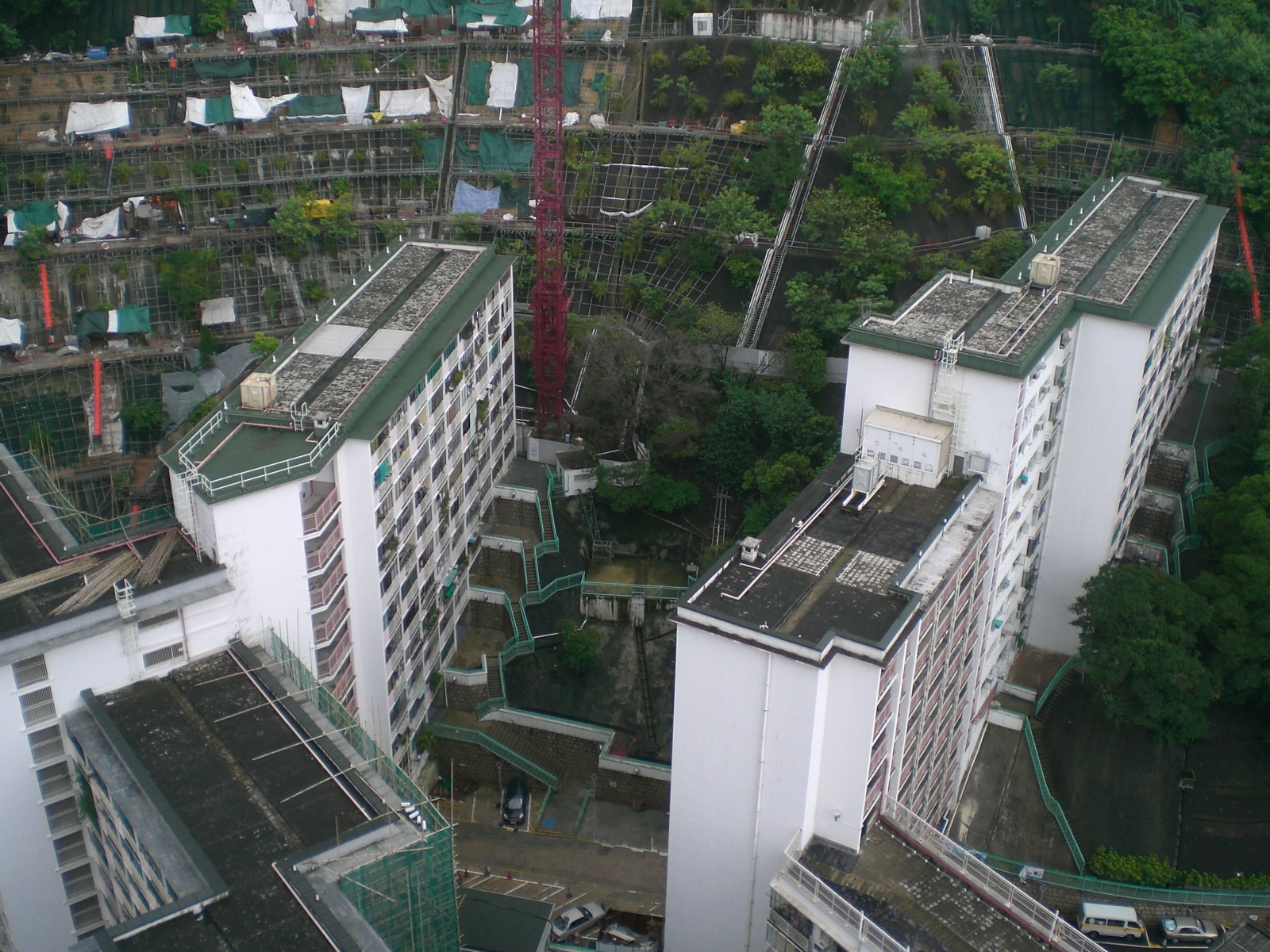
西環邨

西環邨（せいわんそん、英語: Sai Wan Estate）は、香港中西区にある公営住宅の一つである。1958年に完成し、東苑台・南苑台・西苑台・北苑台・中苑台の5つの棟からなる。1953年の石硤尾の火事（石硤尾大火）後に作られた香港で最初の公共屋邨である。